# Gültschö
Gültschö (kirgisisch Кара-Кулжа, russisch Гульча Gultscha) ist ein Dorf im Oblus Osch (Kirgisistan) mit 14.430 Einwohnern (Stand 2022). Es ist Verwaltungssitz des Rajon Alai.

## Geographie
Der Pamir Highway, der von Osch nach Süden in das Alaital verläuft, führt durch Gültschö. Das Dorf liegt in einem Tal am Zusammenfluss dreier Flüsse, die dort den Fluss Kurschab bilden.

## Bevölkerung
| Jahr | Einwohner |
| ---- | --------- |
| 1999 | 14.397    |
| 2009 | 11.691    |
| 2022 | 14.430    |